# ヒッピー暴動
ヒッピー暴動（ヒッピーぼうどう）、またはサンセット・ストリップ暴動（サンセット・ストリップぼうどう）は、1966年に警察とカリフォルニア州ウェスト・ハリウッドのサンセット・ストリップの若者（ヒッピー）たちとの間で発生した初期カウンターカルチャー時代の衝突。

## 歴史
1960年代中頃までに、サンセット・ストリップはヒッピーとロックンロールカウンターカルチャーの若者たちに占拠されていた。
1966年、市議会は企業経営者や住民の強い要望により迷惑行為の拡大を抑えるために、市議会は夜間外出禁止令などの処置を講じた。彼らはストリップ地区で最も有名なロッククラブであるウィスキー・ア・ゴーゴーを標的にし、同店のマネージャーに名前を Whisk に変更することを強いた。さらに、地区の迷惑行為に悩まされた住民やビジネスオーナーは、若いクラブ客の群衆による交通渋滞を減らすため、厳格な（午後10時以降の）外出禁止令と徘徊防止法の制定を求めた。これは地元のロック音楽のファンから、彼らの市民権に対する侵害と見なされ、数週間にわたって緊張と抗議が高まった。1966年11月12日の土曜日、その日遅くにデモを行うよう人々に呼びかけるビラがストリップ地区に配られた。デモの数時間前、LAのロックンロールラジオ局の1つが、強制閉鎖と解体を迫られているサンセット・ブルーバードとクレセントハイツの角にあるパンドラズ・ボックスで集会が開かれると発表し、人々に慎重に行動するように警告した。その夜、ジャック・ニコルソンやピーター・フォンダ（警察に手錠をかけられた）らの著名人を含む、最大1,000人の若いデモ参加者が、最近施行された厳しい外出禁止法の強制執行に対する抗議行動を起こした。
騒乱は次の夜にも続き、11月と12月にかけて断続的に発生した。一方、地元行政はより厳格な措置を決定し、ストリップ地区の12のクラブの「若者許可証」を取り消し、21歳未満の人々を立ち入り禁止にした。1966年11月、ロサンゼルス市議会はパンドラズ・ボックスを取得して、解体することを決議した。このクラブは最終的に1967年8月初旬に解体された。
『Timeline』のマット・ライマンによれば、この暴動はその後数年間で文化的な亀裂が大きくなることを予期させるものだったと言う。バーズとママス&パパスのマネージャーだったボブ・ギブソンは、この観点から次のように述べている：「目が変わるバロメーターとなる出来事を挙げるとすれば、それはおそらくサンセット・ストリップの暴動だろう。」

## 文化的衝撃
サンセット・ストリップ暴動の重要性について、ガーディアン紙のジャーナリスト、ウッディー・ホートは「それは、少なくとも今日まで続いている「文化戦争」の初期の一斉射撃だった(...)」と主張している。さらに、この暴動の最も永続的な効果は、この出来事から生まれた音楽と関係があると論じている。
この事件は1967年の10代向け低予算の娯楽映画『サンセット通りの暴動』のもとになり、複数の楽曲に影響を与えた：
- 「フォー・ホワット・イッツ・ワース」：スティーヴン・スティルス作詞作曲、バッファロー・スプリングフィールド演奏[1]。この曲は反戦プロテストソングとして使われることがあるが、もともとは反戦を意識したものではなかった[10]。この出来事についてスティルスは「暴動というのは馬鹿げた呼び方だ、あれはパンドラズ・ボックスの葬儀だったんだ。だけど、革命みたいだった」と語っている[11]。
- フランク・ザッパとマザーズ・オブ・インヴェンションの「プラスティック・ピープル（英語版）」[要出典]（"I hear the sound of marching feet down Sunset Boulevard to Crescent Heights and there at Pandora’s Box we are confronted with a vast quantity of plastic people"）
- モンキーズの「デイリー・ナイトリー（英語版）」[12]。モンキーズもテレビ番組『ザ・モンキーズ・ショー』の第1シーズン第19話「スターを夢見て」エンディングのインタビューで暴動に言及している。[要出典]
- スタンデルズの "Riot on Sunset Strip" は同名映画（英語版）に付随するもの[13]。
- ママス&パパスの「夢の花園（英語版）」。[要出典]
- ジョニ・ミッチェルの「カリフォルニア」にはサンセット・ストリップの警察官を意味する "I'll even kiss a Sunset pig" と言う一節がある[14]。
- The Jigsaw Seen の "Open Up the Box Pandora" [要出典]
- Terry Randall の "S.O.S." [要出典]
- Sounds Unreal の "Scene of the Crime" [要出典]